# Джордан (Нью-Йорк)
Джордан (англ. Jordan) — селище (англ. village) в США, в окрузі Онондага штату Нью-Йорк. Населення — 1192 особи (2020).

## Географія
Джордан розташований за координатами 43°4′2″ пн. ш. 76°28′22″ зх. д. / 43.06722° пн. ш. 76.47278° зх. д. (43.067088, -76.472868).  За даними Бюро перепису населення США в 2010 році селище мало площу 2,97 км², уся площа — суходіл.

## Демографія
Згідно з переписом 2010 року, у селищі мешкало 1368 осіб у 554 домогосподарствах у складі 347 родин. Густота населення становила 461 особа/км².  Було 592 помешкання (200/км²).
Расовий склад населення:
| - 97,7 % — білих - 0,5 % — корінних американців - 0,4 % — азіатів - 0,2 % — чорних або афроамериканців |

До двох чи більше рас належало 0,9 %. Частка іспаномовних становила 1,3 % від усіх жителів.
За віковим діапазоном населення розподілялося таким чином: 23,8 % — особи молодші 18 років, 62,7 % — особи у віці 18—64 років, 13,5 % — особи у віці 65 років та старші. Медіана віку мешканця становила 40,3 року. На 100 осіб жіночої статі у селищі припадало 102,1 чоловіків;  на 100 жінок у віці від 18 років та старших — 101,0 чоловіків також старших 18 років.
Середній дохід на одне домашнє господарство  становив 67 537 доларів США (медіана — 50 313), а середній дохід на одну сім'ю — 76 549 доларів (медіана — 62 361). Медіана доходів становила 45 577 доларів для чоловіків та 45 543 долари для жінок. За межею бідності перебувало 6,5 % осіб, у тому числі 0,9 % дітей у віці до 18 років та 4,6 % осіб у віці 65 років та старших.
Цивільне працевлаштоване населення становило 724 особи. Основні галузі зайнятості: освіта, охорона здоров'я та соціальна допомога — 25,0 %, роздрібна торгівля — 17,5 %, виробництво — 12,8 %, науковці, спеціалісти, менеджери — 8,8 %.